# Osvobození od daně
Osvobození od daně (také daňová výjimka, anglicky tax exemption) je snížení nebo odstranění daňové povinnosti, která byla uložena vládnoucí mocí daňovým subjektům (fyzickým či právnickým osobám) a týká se majetku, příjmu, transakcí a dalších operací. Tento stav může poskytnout částečnou nebo úplnou úlevu od daní či snížení daňových sazeb. Osvobození od daně je legislativní výjimka z obecného pravidla, na rozdíl od absence zdanění ve specifických situacích, a definuje část předmětu, která není zákonem vyžadována, aby byla zahrnuta do základu daně.
V závislosti na konkrétní jurisdikci mohou být od daně osvobozeny různé organizace (např. charitativní a neziskové organizace), osoby (např. veteráni, vdovy, sirotci, studenti atd.), komodity či určité přeshraniční aktivity.
Obecně daňové zákony rozlišují 3 základní formy osvobození od daně, úplné osvobození používané v případě splnění všech podmínek udělení, částečné osvobození vztahující se zpravidla na předem danou částku nebo na určitý procentuální podíl, a nezdanitelné minimum (také daněprosté minimum), jehož cílem je omezit neefektivní výběr velmi malých částek. 

## Historie
Obecně se daňové úlevy a výjimky netýkaly běžného obyvatelstva jako spíše světského či duchovního vedení. Určitou výjimku z tohoto pravidla představovala nejchudší vrstva společnosti, jejíž daňové odvody byly mnohdy natolik malé, že se je nevyplatilo vybírat. 

### Starověký Řím
Jedna z prvních zmínek o vznikajícím daňovém systému a tedy i osvobození od daní se objevuje ve Starověkém Římě za vlády Diokletiána (284–305), který významně reformoval daňovou soustavu. Daňová povinnost se týkala všech vyjma žen, sirotků a nemajetných občanů.

### Středověk

#### České země
Za vlády Karla IV. byly od daní osvobozené např. nově založené vinice, a to až po dobu 12 let od jejich založení. 

### Novověk

#### Rakousko-Uhersko
V 19. století byly v Rakousku-Uhersku zavedeny daně z nemovitostí, daň pozemková a daň domovní. Od pozemkové daně byly osvobozeny pozemky postižené živelnými pohromami nebo vinohrady postižené révokazem. Od domovní daně byly osvobozeny budovy, které nebyly déle než jeden rok užívány, a neobydlené budovy a novostavby. 

#### Spojené státy americké
Na základě Wilson-Gorman Tariff Act z roku 1894 organizace věnující se charitativním účelům, nemusely platit federální daň z příjmu. Přestože byl tento zákon rok po svém vzniku prohlášen za protiústavní, dodnes je základem daňové legislativy týkající se osvobození od daní.

### 20. století

#### Spojené státy americké
Zákon o příjmech z roku 1909 udělil osvobození od daně jakékoli korporaci nebo sdružení organizovaným a provozovaným výhradně pro náboženské, charitativní nebo vzdělávací účely, z nichž žádná část čistého příjmu neplyne ve prospěch žádného soukromého akcionáře nebo jednotlivce.
Zákon o příjmech z roku 1917 zavedl individuální odpočet daně z příjmu pro jakékoli příspěvky odváděné organizacím osvobozeným od daně. Jednotlivci tak mohli získat slevu na dani z příjmu na charitativní dary. To bylo provedeno s cílem více podpořit charitativního dárcovství, zatímco sazby daně z příjmu rostly na financování první světové války.
Před rokem 1950 nebyly organizace osvobozené od daně osvobozeny pouze od příjmů získaných z jejich činností, ale také od svých komerčních obchodních aktivit, které nesouvisely s celkovým účelem organizace. Jediným faktorem, který rozhodoval, zda tato organizace bude osvobozena od daní, bylo, zda čisté zisky byly či nebyly použity pro účely osvobozené od daní. Ke změně došlo ve 40. letech 20. století kvůli rostoucím obavám Kongresu, že organizacím osvobozeným od daní je poskytnuta nespravedlivá konkurenční výhoda oproti většině ziskových a zdanitelných korporací. Tato obava vyústila v The Revenue Act z roku 1950. Ten zavedl daň z nesouvisejících příjmů z podnikání, která byla uvalena na nesouvisející příjmy z podnikání charitativních organizací (kromě církví). Nesouvisející příjmy z podnikání zahrnují jakýkoli příjem z běžné činnosti, která byla považována za živnost nebo podnikání, ale nijak výrazně nesouvisela s charitativní povahou organizace. Tyto příjmy jsou zdaněny bez ohledu na to, zda zisky z těchto činností směřují k poslání organizace či nikoli.
V 60. letech 20. století zavládly obavy, že soukromé nadace nejsou vůči veřejnosti tak odpovědné jako většina tradičních charitativních organizací. Tyto obavy vyústily v daňovou reformu z roku 1969, která přinesla významné změny i do neziskového sektoru. Tento právní předpis zavedl první explicitní definici soukromých nadací, stanovil jejich přísné požadavky a nastínil tzv. zakázané činnosti. Mezi tyto zakázané činnosti spadaly veškeré aktivity, které nebyly považovány za veřejně prospěšné.
Od přijetí této daňové reformy základní struktura osvobození od daní pro charitativní organizace ve Spojených státech relativně stagnuje. V nedávné historii však bylo zavedeno několik úprav pravidel pro soukromé nadace. Tyto změny zahrnují úpravy jejich čistých sazeb daně z příjmu z investic a daňové sazby pro nadace, které se zabývají zakázanými činnostmi. Byly také přidány výjimky k tomu, co představují nesouvisející příjmy z podnikání charitativních organizací a nová legislativa vyžadující, aby organizace zpřístupnily svá daňová přiznání k nesouvisejícím příjmům z podnikání veřejnosti.

#### Československo
S tzv. „Englišovou daňovou reformou“, tj. zákonem č. 76/1927 Sb., o přímých daních, byly v Československu zavedeny slevy na dani pro rodiny s dětmi a nezaopatřenými osobami. Vypočtená daň klesala s počtem dětí a dalších nezaopatřených osob. U pozemkové daně došlo k vynětí tzv. neplodných ploch, což mělo se zabránit odvádění daní, pokud byl zemědělec ve ztrátě.
V novele zákona o dani z příjmů obyvatelstva č. 78/1952 Sb., část 3, § 12 byl zaveden pojem daněprostého minima, který v tehdejším znění říkal, že "daň se nevyměří, nepřesahuje-li základ daně 12 000 Kčs a je-li poplatník svou výživou a výživou své rodiny odkázán výhradně na příjmy uvedené v § 5". Zmíněné příjmy z § 5 tohoto zákona jsou "příjmy ze soukromé činnosti lékařů, dentistů a podobných povolání, odměny za podávání vědeckých, odborných a znaleckých posudků všeho druhu, dále příjmy ze soukromého vyučování všeho druhu a příjmy řemeslníků a živnostníků". 

## Specifické peněžní výjimky
Některé státy povolují konkrétní peněžní snížení základu daně na základě různých osobních, zdravotních či pracovních výjimek. Některé daňové systémy mohou mít navíc hraniční body, kde jsou tyto výjimky nebo úlevy postupně zpřísněny nebo odstraněny. Tyto peněžní výjimky se v závislosti na legislativě nazývají daňové odpočty, osobní příplatky atd.
Například federální a státní daňové systémy ve Spojených státech stanovují určitou dolarovou částku odpočtu pro každý z těchto typů výjimek. Nezdanitelné minimum ve Spojených státech představuje $3,650.
Ve Spojeném království je implementováno nezdanitelné minimum ve výši £12,570, které lze dále navýšit např. v případě žádosti o manželský příspěvek, příspěvek při osobním handicapu atd. Daněprosté minimum naopak klesá v případě příjmu přesahujícího £100,000.
O peněžních výjimkách v České republice pojednává odstavec níže.

## Organizace osvobozené od daní
Některé vlády identifikují určité organizace, které mají velmi podstatné nebo úplné výjimky ze všech daní, jindy mohou vlády vybírat pouze jeden druh daně nebo poskytovat osvobození pouze od jednoho druhu daně
Pokud jde o udělování výjimek organizacím, existuje několik různých možností, neboť rámci jurisdikcí, a zejména v rámci subjurisdikcí, může být přijato několik metodologií.
Některé země vylučují skupiny, které splňují určitá kritéria, z placení daní úplně. Například pro subjekty schválené zákonem o charitách poskytuje Spojené království výjimku z majetkových daní a daně z příjmu. Tomuto úplnému osvobození může bránit omezený daňový úřad dané jurisdikce.
Ve Spojených státech jsou některé organizace osvobozeny od federálních daní z příjmu, ale ne od určitých spotřebních daní nebo většiny daní ze zaměstnání.

### Náboženské a charitativní skupiny
Mnoho daňových režimů osvobozuje určené charitativní skupiny od placení jakýchkoli daní. Příkladem takových organizací jsou náboženské instituce (chrámy, mešity, kostely, duchovní řády atd.), bratrské organizace (včetně společenských klubů), veřejné charitativní organizace (např. skupiny podporující lidi bez domova) a celá řada dalších organizací, které slouží veřejným zájmům.
Daňový systém Spojených států osvobozuje příjmy organizací, které splňují určitá kritéria, od federálních a státních daní z příjmu. Kvalifikace vyžaduje, aby byla organizace vytvořena a provozována pro jeden z bodů seznamu účelů osvobozených od daně , který zahrnuje více než 28 různých typů organizací. Vyžaduje také, aby organizace požádala o status osvobozené od daně u IRS (Internal Revenue Service) nebo aby byla u většiny úřadů vedena jako náboženská nebo apoštolskou organizace.  Stojí za zmínku, že americký systém nerozlišuje mezi různými typy subjektů osvobozených od daně (jako jsou vzdělávací a charitativní subjekty), pokud jde o udělování osvobození.
Veřejné charitativní organizace ve Spojeném království jsou obvykle osvobozeny od obchodních sazeb, daně z příjmu právnických osob, daně z příjmu a dalších daní. 

### Vládní subjekty
Vnitřní vládní jednotky jsou obvykle osvobozeny od jakýchkoli daní. Tato výjimka se často vztahuje na jednotky nižšího řádu a napříč jednotkami ve vícevrstvých jurisdikcích. Například ve Spojených státech státní a místní vlády nepodléhají federálním, státním ani obecním daním z příjmu. 

### Penzijní programy
Většina daňových systémů nezdaňuje podniky, které byly vytvořeny za účelem provádění penzijních investic a penzijních operací ve prospěch pracovníků jednoho nebo více zaměstnavatelů. Některé systémy navíc ze zdanění vylučují také osobní penzijní plány. 

### Vzdělávací instituce
Některé vlády poskytují vzdělávacím institucím samostatné úplné nebo částečné osvobození od daně. Tyto výjimky mohou být omezeny na konkrétní funkce nebo úrovně příjmů.

## Osoby osvobozené od daní
V rámci systému může být některým osobám uděleno úplné nebo částečné osvobození od daně. Na výjimky mají nárok např. veteráni, kněží a daňoví poplatníci s tzv. "vyživovanou osobou". Vyživovanou osobou může být vlastní i nevlastní dítě, vlastní i nevlastní sourozenec, adoptované dítě, kvalifikované pěstounské dítě nebo vnouče, které je mladší 19 let, je studentem denního studia do 24 let nebo má speciální potřeby. Poplatníci žijící s vyživovanou osobou mohou uplatnit „výjimku ze závislosti“ pro každou způsobilou závislou osobu, která sdílí domácnost s poplatníkem). Udělené osvobození může být založeno na různých faktorech, včetně těch, které s danou daní nesouvisejí. Například některé skupiny veteránů, kteří vydělávají méně než stanovený práh příjmu, mohou mít nárok na osvobození od daně z nemovitosti.

## Příjem osvobozený od daní
Ve většině daňových systémů jsou některé části příjmů vyňaty z daňového základu. Nejčastěji jsou z daňové povinnosti vyňaty následující druhy příjmů:
- Příjmy, které nepodléhají zdanění v jurisdikci, kde jsou získány. Množství takových vyloučení může být ovšem limitováno.
- Příjmy z dceřiných zemí ve formě úroků.
- Příjem vzniklý jako náhrada ztráty.
- Hodnota majetku, který byl zděděn nebo přijat jako dar.

Některé daňové systémy z daní výslovně vylučují komodity, které má systém podporovat. Definice těchto komodit se liší stát od státu.

## Majetek osvobozený od daní
Majetkové daně nebo daně z transakcí (jako je prodej, darování nebo přidaná hodnota) jsou u určitých kategorií majetku často osvobozeny od daní. Výjimky se v jednotlivých jurisdikcích značně liší.
Níže jsou uvedeny některé z pravidelněji udělovaných výjimek:
- Majetek, který se používá k výrobě jiného zboží (toto zboží může být nakonec zdanitelné).
- Majetek využívaný pro charitativní či jiné neziskové účely nebo využívaný stranami osvobozenými od daní.
- Obydlí poplatníka, který je jinak osvobozený od daní.

## Multijurisdikční dohody
Jurisdikce mohou uzavřít dohody s jinými jurisdikcemi, které stanoví vzájemné osvobození od daně. Taková ustanovení jsou běžná ve smlouvě o dani z příjmu nebo dani z přidané hodnoty. Tyto reciproční daňové výjimky obvykle vyžadují, aby každá smluvní jurisdikce osvobodila určitý příjem rezidenta druhé smluvní jurisdikce.
Všichni členové Evropské unie jsou smluvními stranami pravidel EU pro harmonizaci DPH pro více zemí.

## Osvobození od cla
Poslanecká sněmovna 14. 9. 2021 schválila novely zákonů o dani z přidané hodnoty a celního zákona. Celní orgány budou při dovozu všech zásilek ze států mimo Evropskou unii, včetně zásilek s nízkou hodnotou (do 22 EUR), vyměřovat a vybírat DPH, pokud k jejímu vybrání nedojde již zahraničním e-shopem.

### Bezcelní nakupování
Mnoho národů umožňuje návštěvníkům přepravovat do země produkty bez cla. Takovými aktivitami se zpravidla rozumí bezcelní nakupování (také nakupování bez daně).
Bezcelní nakupování je umožněno trvalou přepravou produktů mimo jurisdikce, takže nikdy nevstoupí na území oblasti, ve které by již muselo být clo zaplaceno. Nakupování bez daně je tedy možné na lodích, letadlech a dalších mezinárodních dopravních prostředcích nebo ve vyhrazených bezcelních obchodech, které se zpravidla nacházejí v přístavech nebo na letištích po vstupu do mezinárodního prostoru.
Některé státy zavedly tzv. výdajové limity, které omezují množství produktů, které může jednotlivec přivézt do země aniž by na nich musel zaplatit dovozní clo. Často se tato omezení vztahují na tabák, alkohol, lihoviny, kosmetiku, dárky a upomínkové předměty.

## Konkrétní osvobození od daní v České republice

### Rozdělení osvobození od daní v České republice

#### Rozdělení dle právního subjektu
- Osvobození od daní fyzických osob
- Osvobození od daní právnických osob

#### Rozdělení dle typu daně
- Osvobození od daně z příjmu
- Osvobození od daně z nemovitosti
- Osvobození od darovací daně
- Osvobození od spotřební daně
- Osvobození od daně z přidané hodnoty

A další.

### Vynětí z předmětu zdanění
Předmětem daně je zákonem jednoznačně a úplně určený rozsah zdanění, jímž se ukládá daňová povinnost. Vzhledem k tomu, že pojem předmětu daně je poměrně široký, je doplněn vynětím. Toto vynětí určuje hranici, za kterou předmět daně už nesahá, což omezuje možnost vyhnutí se dani tím, že vymezení předmětu daně bude nekonkrétní nebo neúplné. 

#### Vynětí z předmětu zdanění fyzických osob
Následující text se zabývá vybranými body ze zákona o dani z příjmů č. 586/1992 Sb. § 3 odst. 4.  Dle tohoto zákona předmětem daně z příjmu fyzických osob není následující:
- Příjmy získané nabytím akcií nebo podílových listů,
- Příjmy získané vydáním majetku v restituci,
- Úvěry nebo zápůjčky s výjimkou příjmu, který věřitel nabyl z vrácené zápůjčky nebo úvěru úplatným postoupením pohledávky,
- Úvěry nebo zápůjčky s výjimkou příjmu plynoucího poplatníkovi, který vede daňovou evidenci, z eskontního úvěru ze směnky, kterou je hrazena pohledávka,
- Příjmy z rozšíření rozsahu nebo vypořádání společného jmění manželů,
- Příjem plynoucí z titulu spravedlivého zadostiučinění přiznaného Evropským soudem pro lidská práva,
- Příjem plynoucí poplatníkovi uvedenému v § 2 odst. 2 (daňový rezident v České republice), který vypomáhá s domácími pracemi v zahraničí, nebo poplatníkovi uvedenému v § 2 odst. 3 (daňový nerezident v České republice), který vypomáhá s domácími pracemi v České republice, a to za stravu a ubytování, jde-li o příjem k uspokojování základních sociálních, kulturních nebo vzdělávacích potřeb (au-pair),
- Příjmy získané převodem majetku mezi osobami blízkými v souvislosti s ukončením provozování zemědělské činnosti zemědělského podnikatele,
- Příjem z vypořádání spoluvlastnictví rozdělením věci podle velikosti spoluvlastnických podílů,
- Příjem z výměny pozemků při pozemkových úpravách,
- Částka uhrazená zdravotní pojišťovnou, o kterou byl překročen limit regulačních poplatků a doplatků na léčiva nebo potraviny,
- Příjem plynoucí z odškodnění přiznaného mezinárodním trestním soudem, mezinárodním trestním tribunálem, popřípadě obdobným mezinárodním soudním orgánem,

### Osvobození od daně z příjmu
Následující text se zabývá vybranými body ze zákona o dani z příjmů č. 586/1992 Sb. § 4 odst. 1.  Dle tohoto zákona se od daně z příjmu osvobozuje následující:

#### Příjem z prodeje nemovitosti
Osvobození se vztahuje na rodinný dům a související pozemek nebo jednotku, která nezahrnuje nebytový prostor jiný než garáž, sklep nebo komoru, a související pozemek, pokud v něm prodávající měl bydliště nejméně po dobu 2 let bezprostředně před prodejem. V případě, že v takové nemovitosti prodávající neměl bydliště nejméně po dobu 2 let bezprostředně před prodejem, je možné dosáhnout osvobození od daně z příjmu z prodeje nemovitosti, použije-li získané prostředky na obstarání vlastní bytové potřeby.
Jedná-li se o nemovitost spadající do společného jmění manželů, stačí, aby podmínky pro jeho osvobození splnil jen jeden z manželů; pokud majetek, kterého se osvobození týká, není nebo nebyl zařazen do obchodního majetku jednoho z manželů.
Osvobození se nevztahuje na prodej nemovitých věcí, které jsou nebo byly součástí obchodního majetku, a to do 2 let od jejich vyřazení; budoucí prodej nemovitých věcí uskutečněný dříve než 2 roky od nabytí vlastnického práva; budoucí prodej nemovitých věcí uskutečněný dříve než 2 roky od jejich vyřazení z obchodního majetku, přestože by kupní smlouva byla uzavřena až po 2 letech od nabytí nebo vyřazení.
Další způsoby dosažení osvobození od daně z příjmu při prodeji nemovitosti
- Pokud doba mezi nabytím vlastnického práva k nemovitosti a jejím prodejem/ vypořádáním spoluvlastnictví přesáhne dobu 10 let.

- Pokud doba mezi nabytím vlastnického práva k nemovitosti a jejím prodejem/ vypořádáním spoluvlastnictví sice nepřesáhne dobu 10 let, ale poplatník získané prostředky použije k obstarání vlastní bytové potřeby.
- Doba 10 let se zkracuje o dobu, po kterou byly tyto nemovité věci ve vlastnictví zůstavitele nebo o dobu, po kterou prodávající vlastnil pozemek, jenž byl předmětem výměny v rámci pozemkových úprav, tato doba se započítává i do doby, která běží od vyřazení vyměněného pozemku z obchodního majetku.

Osvobození se dále nevztahuje na prodej nemovitých věcí, které jsou nebo byly součástí obchodního majetku v období 10 let před prodejem/ vypořádáním spoluvlastnictví; budoucí prodej nemovitých věcí uskutečněný do 10 let od nabytí vlastnického práva, přestože kupní smlouva bude uzavřena až po 10 letech; budoucí prodej nemovitých věcí uskutečněný do 10 let od vyřazení z obchodního majetku, přestože kupní smlouva bude uzavřena až po 10 letech; prodej/ vypořádání spoluvlastnictví k právu stavby, pokud taková stavby nevyhovuje právu stavby.

#### Příjem z prodeje hmotné movité věci
s výjimkou příjmu z prodeje cenného papíru; motorového vozidla, letadla nebo lodě, jestliže k prodeji došlo dříve než 1 rok od nabytí; jiné movité věci, která je nebo byla zahrnuta do obchodního majetku 5 let před prodejem.

#### Přijatá náhrada
Přijatá náhrada se týká majetkové nebo nemajetkové újmy či plnění pojistné události (pojištění majetku, pojištění odpovědnosti, cestovní pojištění).
Osvobození se také vztahuje na příjem ve formě náhrady vynaložených výdajů spojených s darováním a odběrem krve a jejích složek, tkání, buněk nebo orgánů.
Osvobození se nevztahuje na náhradu za ztrátu příjmu; náhradu za škodu na majetku, který byl zahrnut do obchodního majetku pro výkon samostatné výdělečné činnosti; náhradu za škodu na majetku sloužícím k nájmu; plnění z pojištění odpovědnosti za škodu způsobenou v souvislosti s výdělečnou činností poplatníka; náhradu za škodu způsobenou poplatníkem v souvislosti s nájmem.

#### Výnos z prostředků rezerv
Osvobození se vztahuje na výnos z prostředků rezerv uložených na zvláštním vázaném účtu, stane-li se příjmem tohoto účtu.

#### Příjem získaný ve formě dávky nebo služby
- Z nemocenského a důchodového pojištění
- Z peněžní pomoci obětem trestné činnosti
- Ze sociálního zabezpečení
- Z plnění z pojistné smlouvy o pojištění důchodu a plnění ze zahraničního povinného pojištění stejného druhu
- Z dávky pro osobu se zdravotním postižením, dávky pomoci v hmotné nouzi, dávky státní sociální podpory, dávky pěstounské péče
- Z příspěvku z veřejného rozpočtu a státní dávky nebo obdobné plnění poskytované ze zahraničí

#### Kázeňské odměny
Osvobození se vztahuje na kázeňské odměny poskytované příslušníkům ozbrojených sil a bezpečnostních sborů.

#### Příjmy z dobrovolnických služeb
Osvobození se vztahuje na příjmy z plnění poskytované v souvislosti s výkonem dobrovolnické služby podle zákona upravujícího dobrovolnickou službu.

#### Příjem z převodu podílu v obchodní korporaci
Osvobození se vztahuje na příjem z úplatného převodu podílu v obchodní korporaci, přesahuje-li doba mezi jeho nabytím a převodem 5 let. Tato doba mezi nabytím a úplatným převodem podílu se zkracuje o dobu, po kterou byl poplatník členem této obchodní korporace před přeměnou obchodní korporace, nebo o dobu, po kterou byl tento podíl prokazatelně ve vlastnictví zůstavitele. V případě rozdělení podílu v souvislosti s úplatným převodem se tato doba nepřerušuje, je-li rozdělením zachována celková výše podílu.
Osvobození se nevztahuje na
- Příjem z úplatného převodu cenného papíru.
- Příjem z úplatného převodu podílu v obchodní korporaci, pokud byl pořízen z obchodního majetku poplatníka, a to do 5 let po ukončení jeho činnosti.
- Příjem, který plyne poplatníkovi z budoucího úplatného převodu podílu v obchodní korporaci v době do 5 let od jeho nabytí, i když smlouva o úplatném převodu bude uzavřena až po 5 letech.
- Příjem z budoucího úplatného převodu podílu v obchodní korporaci pořízeného z poplatníkova obchodního majetku, i když smlouva o úplatném převodu bude uzavřena až po 5 letech od nabytí tohoto podílu nebo od ukončení této činnosti.

#### Ostatní příjem
Osvobození se vztahuje na příjmy v podobě
- Ceny z veřejné soutěže a obdobné ceny ze zahraničí, pokud je v plné výši darována na některý z následujících účelů: na vědu a vzdělávání, výzkumné a vývojové účely, kulturu, školství, na policii, na požární ochranu, na podporu a ochranu mládeže, na ochranu zvířat a jejich zdraví, na účely sociální, zdravotnické a ekologické, humanitární, charitativní, náboženské pro registrované církve a náboženské společnosti, tělovýchovné a sportovní, a politickým stranám, politickým hnutím, evropským politickým stranám nebo evropským politickým nadacím, fyzickým osobám poskytujícím zdravotní služby nebo provozujícím školy a školská zařízení a zařízení pro péči o toulavá nebo opuštěná zvířata nebo pro péči o jedince ohrožených druhů živočichů, fyzickým osobám požívajícím invalidní důchod nebo jsou nezletilými dětmi závislými na péči jiné osoby, na zdravotnické prostředky nebo na zvláštní pomůcky. [20]
- Ocenění v oblasti kultury.
- Ceny z veřejné nebo reklamní soutěže nebo z reklamního slosování nebo ceny ze sportovní soutěže. Výjimku v případě ceny ze sportovní soutěže tvoří poplatníci, pro které je sportovní činnost podnikáním.
- Ceny z účtenkové loterie, jejíž hodnota nepřevyšuje 1 000 000 Kč.
- Příjem z náhrad v souvislosti s nápravou některých majetkových křivd.
- Příjem z prodeje věci vydané v souvislosti s nápravou některých majetkových křivd podle právních předpisů o restituci majetku.
- Příjem z příplatku nebo příspěvku k důchodu.
- Příjem z úroku ze státního dluhopisu vydaného v souvislosti s rehabilitačním řízením o nápravách křivd.
- Příjem z jednorázového odškodnění vyplaceného státem v souvislosti s mimořádnou událostí v areálu muničních skladů Vlachovice-Vrbětice.
- Příjem v podobě stipendia ze státního, obecního nebo krajského rozpočtu, z prostředků vysoké školy, veřejné výzkumné instituce nebo právnické osoby vykonávající činnost střední nebo vyšší odborné školy.
- Příjem v podobě podpory nebo příspěvku z prostředků fundace nebo spolku, s výjimkou rodinné fundace.
- Příjem v podobě podpory nebo příspěvku ke kompenzaci zdravotního postižení nebo sociálního vyloučení.
- Příjem v podobě podpory nebo příspěvku z prostředků odborové organizace.
- Příjem v podobě nepeněžního plnění nebo sociální výpomoci poskytované zaměstnavatelem z fondu kulturních a sociálních potřeb.
- Příjem z penze z penzijního připojištění se státním příspěvkem, penze z penzijního spoření, penze z penzijního pojištění a důchod z pojištění.
- Příjem z invalidní penze.

### Daňové odpočty
Daňové odpočty snižují základ daně buď o předem danou peněžní částku (standardní odpočty) nebo o částku ve výši vynaložených nákladů zpravidla do určité výše (nestandardní odpočty). Standardní odpočty zpravidla zohledňují sociální postavení subjektu a snaží se jej tak do jisté míry kompenzovat. Nestandardní odpočty se týkají snížení daňového základu např. v případě darů na veřejně prospěšné účely nebo úroků na bytovou potřebu. Nestandardní odpočty mají motivovat daňový subjekt k jednání, které je z celospolečenského hlediska žádoucí.

#### Přehled daňových odpočtů
| Daňový odpočet                                                      | Výše za rok | Podmínky                                                                                             | Maximální výše vrácených daní   |
| Příspěvek na doplňkové penzijní spoření                             | max. 24 000 Kč za rok | pro maximální výši odpočtu musíte spořit 36 000 Kč za rok a více                                     | 3 600 Kč za rok                 |
| Životní pojištění                                                   | max. 24 000 Kč za rok | | 3 600 Kč za rok                 |
| Úroky z úvěru na bydlení (hypotéka nebo úvěr ze stavebního spoření) | max. 300 000 Kč za rok při obstarání bytové potřeby před 1. 1. 2021 max. 150 000 Kč za rok při obstarání bytové potřeby 1. 1. 2021 a později | zajištění vlastní bytové potřeby pomocí úvěru                                                        | 45 000 Kč nebo 22 500 Kč        |
| Dary a bezúplatná plnění                                            | max. 15 % ze základu daně | pokud jste darovali za celý rok minimálně 2 % svého daňového základu, nebo minimálně 1 000 Kč za rok |                                 |
| Darování krve                                                       | 3 000 Kč za 1 odběr | můžete darovat 3x (ženy) – 4x (muži) ročně                                                           | 1 350 Kč (ženy) 1 800 Kč (muži) |
| Darování kostní dřeně                                               | 20 000 Kč za odběr | | 3 000,00 Kč                     |
| Členské příspěvky odborů                                            | max. 3 000 Kč za rok a max. 1,5 % zdanitelných příjmů za rok                                                                                 | | 450 Kč za rok                   |
| Úhrada za zkoušky ověřující výsledky dalšího vzdělání               | max. 10 000 Kč max. 13 000 Kč pro osoby se zdravotním postižením max. 15 000 Kč pro osoby s těžkým zdravotním postižením                     | | 1 500 Kč 1 950 Kč 2 250 Kč      |

### Slevy na dani
Sleva na dani představuje možnost snížení vypočtené daně za stanovených podmínek.
Absolutní sleva na dani představuje předem stanovenou částku, například sleva na poplatníka nebo sleva na studenta, zatímco relativní sleva snižuje daň o stanovený (procentuální) díl. Dále se slevy na dani člení na standardní a nestandardní. Standardní slevy bývají stanoveny v absolutní výši. Daňový subjekt o ně může snížit vypočtenou daň při splnění zákonem stanovených podmínek. Nestandardní slevy jsou prokázané výdaje, o které lze zcela nebo zčásti snížit vypočtenou daň.

#### Přehled a vývoj slev na dani
| Slevy na dani                                            | 2021                                                       | 2019 a 2020                                                | 2018                                                       | 2017                                                       | 2016                                                       | 2015                                                       | 2014                 | 2013      | 2012      | 2011      |
| -------------------------------------------------------- | ---------------------------------------------------------- | ---------------------------------------------------------- | ---------------------------------------------------------- | ---------------------------------------------------------- | ---------------------------------------------------------- | ---------------------------------------------------------- | -------------------- | --------- | --------- | --------- |
| Na poplatníka                                            | 27 840 Kč                                                  | 24 840 Kč                                                  | 24 840 Kč                                                  | 24 840 Kč                                                  | 24 840 Kč                                                  | 24 840 Kč                                                  | 24 840 Kč            | 24 840 Kč | 24 840 Kč | 23 640 Kč |
| Na poplatníka – starobního důchodce                      | 27 840 Kč                                                  | 24 840 Kč                                                  | 24 840 Kč                                                  | 24 840 Kč                                                  | 24 840 Kč                                                  | 24 840 Kč                                                  | 24 840 Kč            | 24 840 Kč | 24 840 Kč | 23 640 Kč |
| Na dítě                                                  | 1. dítě 15 204 Kč, 2. dítě 19 404 Kč, 3. a další 24 204 Kč | 1. dítě 15 204 Kč, 2. dítě 19 404 Kč, 3. a další 24 204 Kč | 1. dítě 15 204 Kč, 2. dítě 19 404 Kč, 3. a další 24 204 Kč | 1. dítě 13 404 Kč, 2. dítě 19 404 Kč, 3. a další 24 204 Kč | 1. dítě 13 404 Kč, 2. dítě 17 004 Kč, 3. a další 20 604 Kč | 1. dítě 13 404 Kč, 2. dítě 15 804 Kč, 3. a další 17 004 Kč | 13 404 Kč            | 13 404 Kč | 13 404 Kč | 11 604 Kč |
| Na dítě – držitele průkazu ZTP/P                         | 1. dítě 30 408 Kč, 2. dítě 38 808 Kč, 3. a další 48 408 Kč | 1. dítě 30 408 Kč, 2. dítě 38 808 Kč, 3. a další 48 408 Kč | 1. dítě 30 408 Kč, 2. dítě 38 808 Kč, 3. a další 48 408 Kč | 1. dítě 26 808 Kč, 2. dítě 38 808 Kč, 3. a další 48 408 Kč | 1. dítě 26 808 Kč, 2. dítě 34 008 Kč, 3. a další 41 208 Kč | 1. dítě 26 808 Kč, 2. dítě 31 608 Kč, 3. a další 34 008 Kč | 23 208 Kč            | 23 208 Kč | 23 208 Kč | 23 208 Kč |
| Na vyživovanou manželku/manžela                          | 24 840 Kč                                                  | 24 840 Kč                                                  | 24 840 Kč                                                  | 24 840 Kč                                                  | 24 840 Kč                                                  | 24 840 Kč                                                  | 24 840 Kč            | 24 840 Kč | 24 840 Kč | 24 840 Kč |
| Na vyživovanou manželku/manžela – držitele průkazu ZTP/P | 49 680 Kč                                                  | 49 680 Kč                                                  | 49 680 Kč                                                  | 49 680 Kč                                                  | 49 680 Kč                                                  | 49 680 Kč                                                  | 49 680 Kč            | 49 680 Kč | 49 680 Kč | 49 680 Kč |
| Invalidita I. a II. stupně                               | 2520 Kč                                                    | 2520 Kč                                                    | 2520 Kč                                                    | 2520 Kč                                                    | 2520 Kč                                                    | 2520 Kč                                                    | 2520 Kč              | 2520 Kč   | 2520 Kč   | 2520 Kč   |
| Invalidita III. stupně                                   | 5040 Kč                                                    | 5040 Kč                                                    | 5040 Kč                                                    | 5040 Kč                                                    | 5040 Kč                                                    | 5040 Kč                                                    | 5040 Kč              | 5040 Kč   | 5040 Kč   | 5040 Kč   |
| Držitel průkazu ZTP/P (i bez důchodu)                    | 16 140 Kč                                                  | 16 140 Kč                                                  | 16 140 Kč                                                  | 16 140 Kč                                                  | 16 140 Kč                                                  | 16 140 Kč                                                  | 16 140 Kč            | 16 140 Kč | 16 140 Kč | 16 140 Kč |
| Student                                                  | 4020 Kč                                                    | 4020 Kč                                                    | 4020 Kč                                                    | 4020 Kč                                                    | 4020 Kč                                                    | 4020 Kč                                                    | 4020 Kč              | 4020 Kč   | 4020 Kč   | 4020 Kč   |
| Za školku                                                | max. 15 200 Kč/dítě                                        | max. 13 500 (2019) a 14 600 Kč (2020)/dítě                 | max. 12 200 Kč/dítě                                        | do výše 11 000 Kč/dítě                                     | do výše 9200 Kč/dítě                                       | do výše 9200 Kč/dítě                                       | do výše 8500 Kč/dítě | 0 Kč      | 0 Kč      | 0 Kč      |
| Za EET                                                   | 5000 Kč                                                    | 5000 Kč                                                    | 5000 Kč                                                    | 5000 Kč                                                    | 5000 Kč                                                    | –                                                          | –                    | –         | –         |           |